# Buckshot, Arizona
Buckshot je naseljeno područje za statističke svrhe u američkoj saveznoj državi Arizona. Prema popisu stanovništva iz 2010. u njemu je živjelo 153 stanovnika.